# Амичи, Дон
Дон Амичи (англ. Don Ameche, 31 мая 1908 — 6 декабря 1993) — американский актёр, лауреат премии «Оскар».

## Биография
Предки Доменика Феликса Амичи (итал. Dominic Felix Amici) были итальянцами, немцами и ирландцами. Он окончил семинарию Святого Джона Берчманса в Сидар-Рапидсе, штат Айова. Амичи собирался изучать право, но выбрал сценическую карьеру. Выступать он начал в водевилях, а в 1935 году дебютировал в кино, став к концу десятилетия одним из ведущих актёров Голливуда. Среди его ранних работ роли фильмах «Одна на миллион» (1936), «В старом Чикаго» (1937), «Три мушкетёра» (1939) и «История Александра Грэхема Белла» (1939). Большим прорывом для него также стала роль в номинированном на «Оскар» фильме «Небеса могут подождать» в 1943 году.
Роли Амичи в кино были настолько разнообразными и реальными, что комик Фред Аллен однажды даже пошутив, сказал: «Скоро Дон Амичи сыграет самого Дона Амичи», что тот, собственно, вскоре и сделал, появившись в фильме «Оно в чемодане!» (1945). Дон Амичи также успешно выступал на радио, сыграл несколько заметных ролей на Бродвее и был частым гостем в различных телевизионных показах.
В 1983 году Амичи вместе с ещё одним ветераном американского кино Ральфом Беллами успешно вернулся на большой экран в роли одного из братьев Дьюк в фильме «Поменяться местами». В дальнейшем он продолжил кинокарьеру, появившись в фильмах «Кокон» (1985), за роль в котором он был удостоен премии «Оскар», «Гарри и Хендерсоны» (1987), «Поездка в Америку» (1988), «Кокон 2: Возвращение» (1988) и «Оскар» (1991). Его последними ролями в кино стала озвучка пса Шэдоу в фильме «Дорога домой: Невероятное путешествие» (1993) и роль дедушки Гарри в фильме «Коррина, Коррина» (1994). Работы Дона Амичи на радио и телевидении были отмечены звездами на голливудской «Аллее славы».
Дон Амичи умер от рака простаты в небольшом городке в Аризоне в возрасте 85 лет.

## Награды
- Оскар 1986 — «Лучший актёр второго плана» («Кокон»)
- Венецианский кинофестиваль 1988 — «Кубок Вольпи за лучшую мужскую роль» («Всё меняется»)